# División de Honor de la Liga Nacional de Béisbol 2015
La División de Honor de la Liga Nacional de Béisbol 2015 fue la edición número 72 de la División de Honor de la Liga Nacional de Béisbol, máxima categoría de la Liga Nacional de Béisbol.

## Equipos
| Equipo            | Estadio                          | Capacidad | Localidad                 |
| ----------------- | -------------------------------- | --------- | ------------------------- |
| Béisbol Navarra   | Instalaciones deportivas El Soto | 400       | Burlada                   |
| Astros            | Campo Federativo del Turia       | 300       | Valencia                  |
| Viladecans        | Estadi Olimpic de Viladecans     | 2,000     | Viladecans                |
| Béisbol Barcelona | Estadio Pérez de Rozas           | 600       | Barcelona                 |
| Sant Boi          | Campo municipal de béisbol       | 500       | San Baudilio de Llobregat |
| Pamplona          | Instalaciones deportivas El Soto | 400       | Pamplona                  |
| San Inazio        | Polideportivo El Fango           | 400       | Bilbao                    |
| Marlins           | Centro Insular de Béisbol        | 200       | Puerto de la Cruz         |

## Clasificación
| Pos. | Equipo              | PJ | PG | PP | AVG | GB |
| ---- | ------------------- | -- | -- | -- | --- | -- |
| 1    | Tenerife Marlins PC | 28 | 24 | 4  | 857 | 0  |
| 2    | Astros Valencia     | 28 | 23 | 5  | 821 | 1  |
| 3    | CBS Sant Boi        | 28 | 21 | 7  | 750 | 3  |
| 4    | CB Barcelona        | 28 | 13 | 15 | 464 | 11 |
| 5    | San Inazio Bilbao   | 28 | 11 | 17 | 393 | 13 |
| 6    | Beisbol Navarra     | 28 | 9  | 19 | 321 | 15 |
| 7    | CD Pamplona         | 28 | 8  | 20 | 286 | 16 |
| 8    | CB Viladecans       | 28 | 3  | 25 | 107 | 21 |